# Schronisko Sowa

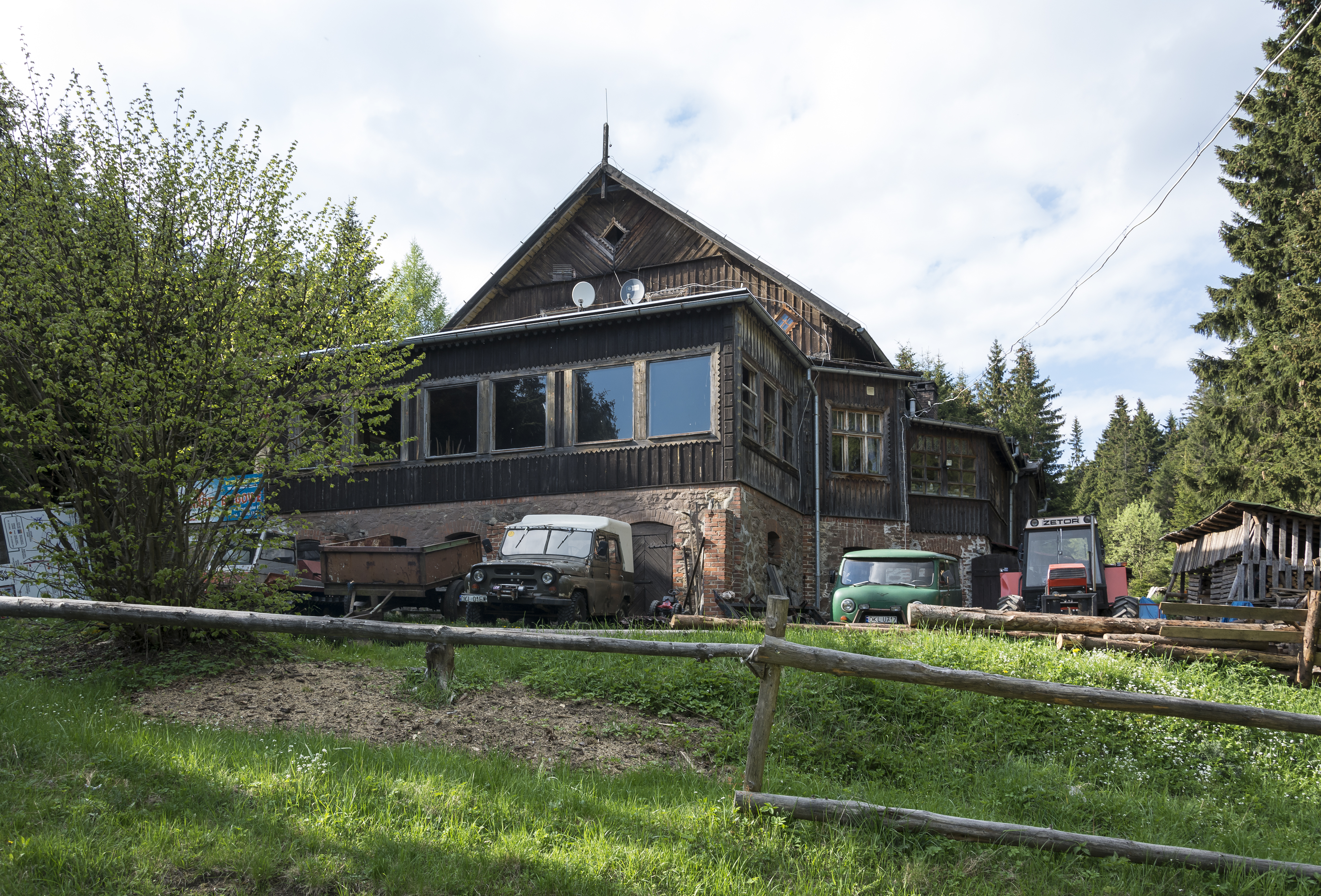
Schronisko Sowa od południa

Schronisko Sowa (niem. Eulenbaude) - nieczynne schronisko turystyczne położone na wysokości 900 m n.p.m. w Górach Sowich pomiędzy szczytem Wielkiej Sowy a schroniskiem Orzeł i Przełęczą Sokolą.

## Historia
Z inicjatywą budowy w tym miejscu schroniska wystąpił walimski fabrykant Carl Wiesen. Obiekt uruchomił w 1897 Związek Towarzystw Górskich na Wielkiej Sowie (niem. Verband der Gebirgsvereine an der Eule). Początkowo schronisko miało prosty kształt - drewniany budynek, kryty dwuspadowym dachem, ustawiony na kamiennej podmurówce. W jego wnętrzu były dwie sale gościnne (jedna związkowa), oraz jeden duży i cztery małe pokoje dla turystów z ośmioma miejscami noclegowymi. Początkowo czynne było tylko do jesieni, później zaczęło funkcjonować przez cały rok. W 1898 uruchomiono bufet.
Aby wybudować schronisko VGE musiało zaciągnąć pożyczkę oraz wyemitować papiery wartościowe - ogólny koszt konstrukcji wyniósł 12 tysięcy marek (dwukrotnie więcej niż zakładano). Cały czas trwały prace przy obiekcie: najpierw ocieplono ściany i zamontowano okiennice, w 1900 doprowadzono wodę oraz zainstalowano piorunochron. W 1910 schronisko rozbudowano poprzez dobudowanie oszklonego pomieszczenia. W 1914 Eulenbaude częściowo strawił pożar.
Obiektem administrowało Towarzystwo Sowiogórskie z Dzierżoniowa. Wśród dzierżawców swoją funkcję najdłużej sprawował Fritz Nikolaus, prowadzący schronisko od 1915 do 1940. W okresie międzywojennym konieczna była kolejna rozbudowa i modernizacja - oszklono werandę, zbudowano toalety, doprowadzono elektryczność, wybudowano kolejną werandę i murowaną altanę. Eulenbaude posiadało centralne ogrzewanie i bieżącą wodę.
Schronisko było bardzo popularne wśród turystów, ale właściciele byli nastawieni raczej na spacerowiczów, niż osoby chcące zatrzymać się na noc. W części gastronomicznej znajdowało się 300 miejsc, natomiast liczba łóżek wynosiła jedynie 11 do 16.
Po II wojnie światowej budynek przejął Fundusz Wczasów Pracowniczych i otworzył tutaj Dom Wczasowy "Marysieńka". W późniejszym okresie obiekt wyremontowano i ponownie otwarto dla turystów, korzystając ze statusu gospodarstwa agroturystycznego. W 2018 dotychczasowym gospodarzom wypowiedziano umowę dzierżawy, w wyniku czego 22 czerwca 2022 roku, po 25 latach działalności nastąpiło zamknięcie obiektu dla turystów.

## Turystyka
- z Przełęczy Jugowskiej przez Wielką Sowę od wschodu lub z Sokołowska przez Wolarz od zachodu
- z Sokolca lub w dół z Wielkiej Sowy.
- Przełęcz Jugowska - platforma widokowa pod Kozią Równią - Przełęcz Kozie Siodło - Schronisko Sowa[3]